# Institut de l'Assomption
Pour les articles homonymes, voir Lübeck.
L’Institut de l’Assomption est un établissement catholique d'enseignement sous contrat d'association avec l'État, communément appelé « Lübeck » en référence à la rue de Lübeck, où il est situé (no 6-8), dans le 16e arrondissement de Paris.

## Histoire

### Fondation
En 1857, Marie-Eugénie de Jésus, fondatrice des Religieuses de l'Assomption (également situé dans l'actuel 16e arrondissement, rattaché à Paris en 1860), crée un pensionnat pour jeunes filles à Auteuil. 
Dans les années 1870, alors que les externats se développent dans le pays, elle décide d'en créer un pour son établissement. D'abord localisé près de l'église Saint-Augustin, l'école est finalement déplacée sur le site actuel en 1882, après la construction de nouveaux bâtiments. Le quartier de Chaillot est alors encore rural : des moutons paissent aux alentours.
Au no 4 est érigée une chapelle dédiée à Notre-Dame-de-Salut, la patronne des œuvres de l'Assomption, dont une statue se trouve dans le lieu de culte. Au fond du jardin se trouve une tour, qui jouxte la « maison rose » (construite en 1926), dévolue aux sœurs, et la villa Eugénie, renommée depuis bâtiment O’Neill, qui accueille de nos jours les élèves des classes de première et de terminale. Le réfectoire de l'époque a été depuis reconverti en parloir. 
Pour les anciennes élèves de l'Institut, Marie-Eugénie de Jésus propose des conférences thématiques puis des cours par correspondance.

### Première moitié du XXesiècle
En 1904, dans un contexte politique anticlérical, les congrégations religieuses doivent abandonner l'enseignement. Malgré plusieurs visites de police, les sœurs maintiennent cependant leurs cours pendant deux ans. Prévoyant cependant de devoir un jour déménager, elles acquièrent un bâtiment au Val Notre-Dame (Belgique), surnommé dès lors le « Lübeck de Belgique ». En décembre 1906, la communauté religieuse est dissoute, l'établissement est évacué en deux semaines et les sœurs partent pour la Belgique, suivies par certaines élèves. À Paris, d'anciennes élèves et des parents décident de poursuivre l'enseignement dans leurs propres appartements à partir du 15 janvier 1907. En octobre, de façon clandestine, le site de Lübeck est réinvesti, une sœur cachée dans la tour en assurant la direction. L'établissement continue de fonctionner pendant la Première Guerre mondiale. Par la suite, la politique anticléricale s'assouplit et les sœurs reviennent progressivement dans l'école parisienne mais portant un habit civil.
L'école est fermée pendant un an au début de la Seconde Guerre mondiale, les cours reprenant en 1940, perturbés par des alertes à la bombe. À proximité, place des États-Unis, se trouvait un bâtiment de la Gestapo, dont une façade arrière donnait sur les jardins de l'établissement. Des liens se forment entre les sœurs et les prisonniers, qui peuvent voir de leurs cellules les cours de sport des élèves et assister à la prière du soir.

### Seconde moitié du XXesiècle

L'annexe du 8 rue de Lübeck.

En 1945 est créée l'association des Alouettes, chapeautant les activités sportives et extrascolaires. Dans les années 1950 est construit un nouveau bâtiment, le site Notre-Dame des Anges, pour accueillir les élèves du primaire. En 1961, un contrat d'association est signé avec l'État, apaisant les relations avec celui-ci et apportant à Lübeck de nouveaux moyens financiers, qui servent en particulier à moderniser l'établissement.
De nos jours, l'Institut de l'Assomption accueille toujours une communauté de sœurs de l'Assomption, associées à la vie de l'établissement.

## Organisation
L'Institut accueille environ 1 500 élèves, filles et garçons, de la maternelle à la terminale. Il est sous tutelle des Religieuses de l'Assomption.

## Classement du lycée
En 2015, le lycée se classe 23e sur 109 au niveau départemental quant à la qualité d'enseignement, et 199e au niveau national. Le classement s'établit sur trois critères : le taux de réussite au bac, la proportion d'élèves de première qui obtient le baccalauréat en ayant fait les deux dernières années de leur scolarité dans l'établissement, et la valeur ajoutée (calculée à partir de l'origine sociale des élèves, de leur âge et de leurs résultats au diplôme national du brevet).

## Anciens élèves
- Adeline Blondieau, comédienne, animatrice et scénariste
- Florence de Baudus, romancière
- Íngrid Betancourt, femme politique
- Maria Luisa Bombal, écrivain
- Cecilia Sarkozy, « Première dame de France »
- Emmanuelle Alt, journaliste
- Victoire de Castellane, créatrice de joaillerie
- Joanna Klatten, golfeuse